# 琉球ガラス

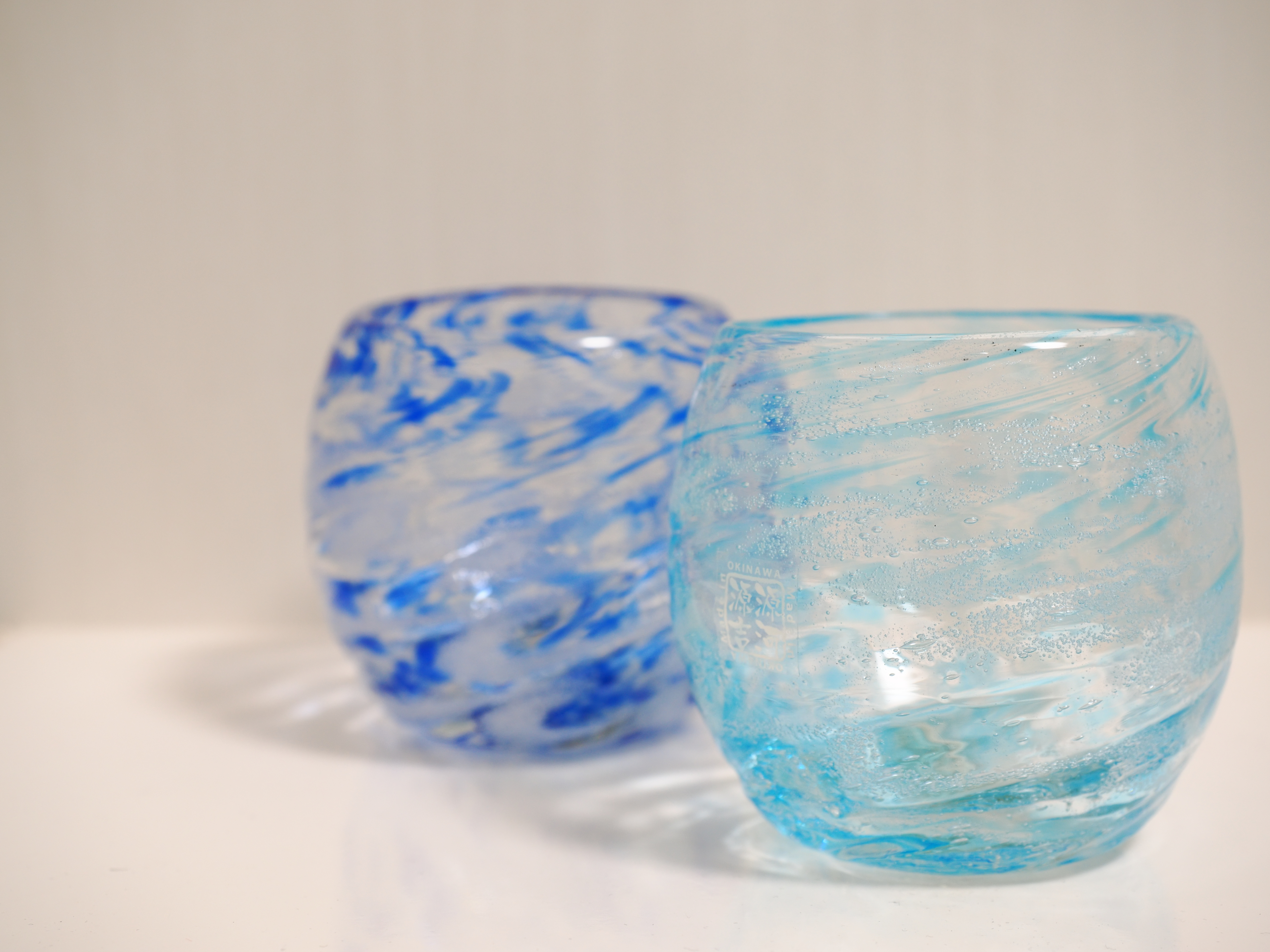
琉球ガラス

琉球ガラス（りゅうきゅうガラス）は、沖縄県の沖縄本島を中心に生産される、吹きガラスなどのホットワーク作業のガラス工芸品である。「沖縄ガラス」「琉球硝子」と表記されることもある。
この項で述べる「琉球ガラス」は、太平洋戦争後の資源難のため、沖縄にあるアメリカ軍基地で捨てられたコーラやビール,ペリエなどの空き瓶を溶かして再利用したことから始まる品である。最近は、食洗機対応のものが増え人気が出てきている。

## 概要
現在の沖縄地方には、アジアとの貿易を通じて比較的早くガラス製品がもたらされていたと考えられている。また、その製造は明治時代中期には始まっていたとされる。また、1909年（明治42年）には、現在の那覇市奥武山付近の那覇区西町に鹿児島の商人によって近代的なガラス工場が建てられた。
琉球ガラスは、戦後に雑多な瓶を溶かして再生されたガラスを使用して作成されたことから、厚手の赤色や緑色などの多彩な色合いとなり、再生の過程で混入する気泡と相まって独特の味わいをもつガラス製品となった。
冷蔵庫の普及と共に、沖縄でよく飲まれる泡盛をロックで飲む機会も多くなり、旧来の酒器であるカラカラから、広口で制作されたガラスコップを使うようになった。このことが、沖縄が観光地化するにつれ観光客の目にとまり、その手作り感と泡盛と合う涼しげなガラス器ということで「琉球ガラス」として人気が出た。
現在は、いわゆる沖縄ブームもあってメーカーや工房も増え、それぞれが腕を競い合い、廃瓶だけではなく新規にガラスの溶解からの制作も始められている。
新たな材料や手法なども取り入れて、表現方法も芸術的な作品から贈答品向けまで多彩になりつつあり、琉球ガラスの職人が「現代の名工」に選出されるなど、沖縄の伝統工芸や地域ブランドとして認知度を高めている。
また、沖縄独自のとんぼ玉、「ホタルガラス」も作られるようになった｡
一方で、ベトナム産の品を、沖縄で生産された琉球ガラスと混同される表現を用いて販売していたとして、公正取引委員会から原産国の不当表示として指摘され、景品表示法に基づく排除命令が出た例がある。これは、沖縄での生産能力やコスト面での不利を理由にベトナムに現地法人を設立し、現地採用した職人を指導・育成しながら生産していた品であった。
さらに、模倣品を海外の製造業者に発注・輸入し、これをあたかも琉球ガラスのように販売する業者もあらわれ、問題となっている。
これらの品について、琉球ガラスは地域の産品・工芸品ではなく、製法として広義に解釈している傾向も見られる。